# Tonbridge
Ne doit pas être confondu avec la ville proche de Tunbridge Wells.

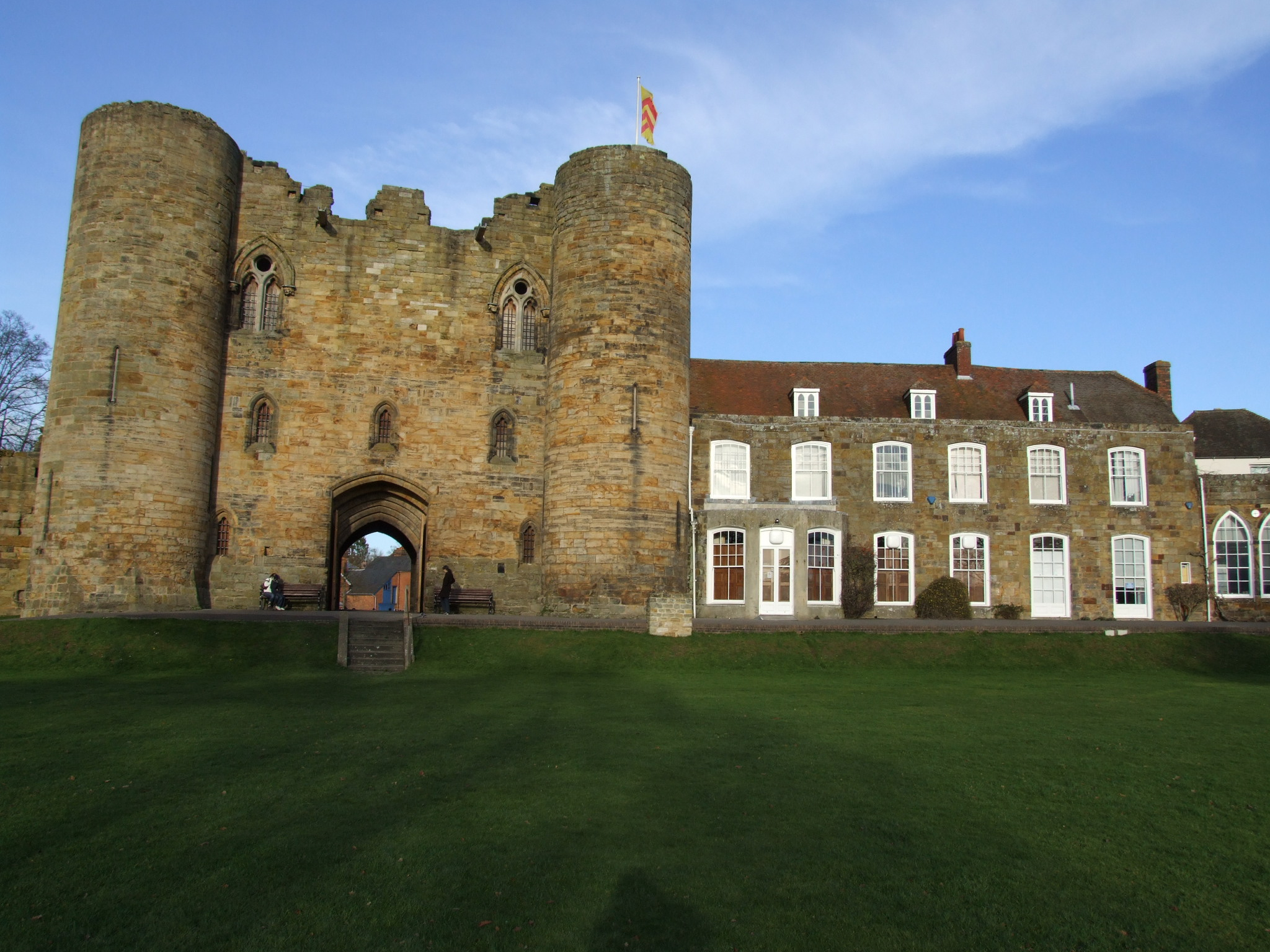
Le château de Tonbridge XIe siècle

Tonbridge prononcé /ˈtʌnbrɪdʒ/ (au Moyen Âge fut Tunbridge) est un bourg anglais du comté du Kent. En 2007, sa population était de 30 340 habitants. Le bourg se trouve au bord de la rivière Medway à environ 40 km au sud-est de Londres et à 6 km au nord de Tunbridge Wells. Il appartient au district administratif de Tonbridge and Malling, qui comptait 107 560 habitants en 2001.

## Histoire

### Toponymie
Le bourg était enregistré sous le nom de Tonebridge dans le Domesday Book. Ce nom pouvait indiquer la présence d'un pont (bridge) dans des possessions terrestres ou près d'un manoir (tun en anglais ancien), ainsi que celle d'un pont appartenant à un dénommé Tunna (ce nom était extrêmement courant chez les Anglo-Saxons). Une autre hypothèse suggère que le nom est une contraction de « ville aux ponts » (town of bridges), en raison du grand nombre de cours d'eau qui traversaient High Street originellement.
Le nom est homophone en anglais avec le premier part de la ville proche de Tunbridge Wells ; ne pas confondre les deux villes.

## Transport
Tonbridge est le point de départ de la ligne ferroviaire la Hastings Line construite en 1844 par la (South Eastern Railway) et qui relie Tonbridge à Hastings en passant par Tunbridge Wells.

## Jumelages
Heusenstamm
 Le Puy-en-Velay

## Personnalités
Le généticien Reginald Punnett est né à Tonbridge.